# Sambú (huyện)
Huyện Sambú là một huyện (distrito) thuộc tỉnh Emberá ở Panama. Theo điều tra dân số năm 2000, huyện này có dân số 1954 người. Huyện Sambú có diện tích 1297 km². Huyện lỵ đóng tại Río Sábalo.